# Žichlínek (železniční zastávka)
Žichlínek (dřívější úřední název německy Sichelsdorf) je železniční zastávka v obci Žichlínek v okrese Ústí nad Orlicí, v km 21,225, v poloze někdejší železniční stanice. Trať je součástí třetího železničního rychlostního koridoru. Leží poblíž hranice Moravy a Čech.

## Historie
Původní nádraží vzniklo v době výstavby železniční trati z Olomouce do Prahy v letech 1842–1845, kterou postavila společnost Severní státní dráha (NStB). Nádraží mělo jméno po městě Lanškrounu a až v roce 1876 bylo přejmenováno podle bližšího Žichlínku na Sichelsdorf. První vlak projel stanicí 20. srpna 1845. V roce 1924 nádražní budova vyhořela, byla sice obnovena, ale nádraží bylo v roce 1930 zrušeno. V šedesátých letech 20. století bylo zrušeno nákladiště.

## Stanice
V železniční stanici se původně počítalo s větším pohybem cestujících. Ve stanici byla výpravní budova, zděná nástupištní hala a remíza s byty společností Severní státní dráhy. Autorem pozemních staveb byl architekt Anton Jüngling. Naproti výpravně bylo společností Rakouská společnost státní dráhy (StEG) postaveno zděné skladiště s rampami. Z původních objektů se dochovala a je využívána výpravní budova.

### Výpravní budova
Výpravní budovu IV. třídy navrhl architekt Anton Jüngling. Jednalo se o patrovou budovu s postranními křídly, která byla spojena krčkem se zděnou nástupištní halou. Střední, patrová část byla tříosá, krytá stanovou střechou, boční jednoosá přízemní křídla měla valbovou střechu. V hladké omítané fasádě byla vsazena obdélná okna v úzkých šambránách. V původní výpravně nebyl vestibul, který byl upraven pozdějším vybouráním příček a zrušením čekárny. Cestující vcházeli úzkou chodbou do čekárny, z níž se vycházelo k nástupišti. Čekárna sousedila s kanceláří, ve které se prodávaly jízdenky. Do bytů v přízemí nebo do patra se vcházelo chodbou v přízemním křídle a schodištěm do patra se čtyřmi obytnými místnostmi. Výpravní budova je dochovaná v autentické hmotové podobě, pouze fasáda je novodobá.

### Remíza
Remíza se nacházela vpravo od výpravní budovy (ve směru na Českou Třebovou). Byla to stavba na obdélném půdorysu situovaném rovnoběžně s kolejemi. Vjezd byl jednokolejný s vraty s půlkruhovým zakončením. K remíze s valbovou střechou přiléhala kolmo patrová budova dílen a bytů. V obytné části byl umístěn zásobník s vodou, takže stanice nemusela mít samostatnou vodárnu. Remíza byla využívána k opravám, údržbě a zbrojení. Navíc, protože za Žichlínkem bylo prudké stoupání (nejvyšší dovolené), remíza sloužila k pobytu lokomotivy určené k postrku. Přesouváním oprav do větších dílen byla remíza snesena.